# Wrzesień 2007

## 1 września2007
- Podczas pokazów lotniczych Radom Air Show doszło do zderzenia dwóch samolotów Zlin z grupy akrobacyjnej AZL Żelazny. Śmierć ponieśli piloci Piotr Banachowicz i Lech Marchelewski. (TVN24.pl)
- Armia Sri Lanki rozpoczęła nową ofensywę w okręgu Mannar na północy kraju. (onet.pl)
- W USA w stanie Wirginia w wypadku lotniczym zginęło 5 osób (Timesnews.net)

## 3 września2007
- Huragan Felix osiągnął 5. – najwyższy stopień w klasyfikacji huraganów. (Gazeta.pl)
- W czasie samotnego lotu samolotem nad górami Sierra Nevada, zaginął amerykański podróżnik i milioner Steve Fossett (Gazeta.pl)

## 4 września2007
- Minister Skarbu Państwa powołał Agatę Rowińską na stanowisko prezesa zarządu PZU SA. (Onet.pl)
- Sąd Najwyższy Iraku zatwierdził wyrok śmierci za ludobójstwo wydany przez sąd pierwszej instancji w sprawie Alego Hasana al-Madżida – kuzyna Saddama Husajna, znanego jako Chemiczny Ali. (Onet.pl)
- Były prezydent Iranu Ali Akbar Haszemi Rafsandżani został wybrany na przewodniczącego Zgromadzenia Ekspertów pokonując kandydata radykałów. (Gazeta.pl)
- Kierowany przez Craiga Ventera zespół genetyków opublikował w czasopiśmie PLoS Biology pełną sekwencję jego genomu. Była to pierwsza tak dokładna analiza materiału genetycznego konkretnego człowieka. (Gazeta.pl)
- Pociąg Eurostar ustanowił nowy rekord czasu przejazdu pomiędzy Paryżem a Londynem, który wyniósł 2 godziny 3 minuty i 39 sekund. Krótszy czas podróży został osiągnięty dzięki modernizacji odcinka Channel Tunnel Rail Link, znajdującego się po brytyjskiej stronie trasy. (TVN24.pl)

## 6 września2007
- W wieku 71 lat na raka zmarł Luciano Pavarotti, włoski śpiewak operowy. (Gazeta.pl)

## 7 września2007
- Zmarła Jane Wyman, amerykańska aktorka i laureatka Oscara. (Filmweb)
- Posłowie zadecydowali o skróceniu V kadencji Sejmu RP. Za skróceniem kadencji było 377 posłów, 54 przeciw, a 20 wstrzymało się od głosu. (Gazeta.pl)
- Prezydent Lech Kaczyński na wniosek premiera odwołał niektórych ministrów rządu i wyznaczył termin wyborów parlamentarnych na 21 października. (Gazeta.pl, )
- Premier Jarosław Kaczyński powołał posła Karola Karskiego (PiS) i Andrzeja Sadosia na stanowiska wiceministrów spraw zagranicznych. (Onet.pl)
- Hubert Urbański po 8 latach odszedł z TVN. Prezenter prowadził m.in. Milionerów i Taniec z gwiazdami. (tvnfakty.pl)

## 9 września2007
- Liczba haseł w anglojęzycznej wersji Wikipedii osiągnęła 2 miliony.

## 11 września2007
- W szóstą rocznicę zamachu na World Trade Center i Pentagon, ujawniono nagranie wideo, na którym głos przypisywany Osamie ibn Ladenowi składa hołd jednemu z terrorystów zamachu. (cnn.com)
- Francuska minister sprawiedliwości Rachida Dati oświadczyła, że nie istnieje żaden „problem na poziomie relacji międzyludzkich” w jej departamencie; od początku jej zasiadania na tym stanowisku w rządzie François Fillona, siedmiu członków jej gabinetu podało się do dymisji. (Libération)
- Według sondażu Gazety Wyborczej, wśród osób deklarujących udział w wyborach parlamentarnych 21 października 2007, partie Prawo i Sprawiedliwość i Platforma Obywatelska mogą liczyć na równe, 28-procentowe poparcie. (gazeta.pl)

## 12 września2007
- Radosław Sikorski, były minister obrony narodowej w rządach PiS, ogłosił start w nadchodzących wyborach z list PO. (Radio Zet)
- Rosja przeprowadziła próbę zrzutu bomby próżniowej, najsilniejszej broni konwencjonalnej. (Radio Gdańsk)
- Premier Japonii Shinzō Abe podał się do dymisji. (Gazeta.pl)
- Premier Rosji Michaił Fradkow podał się wraz z całym gabinetem do dymisji. Na jego następcę Władimir Putin zaproponował Wiktora Zubkowa. (Gazeta.pl)

## 13 września2007
- Ekipa McLarena została ukarana odebraniem wszystkich punktów zdobytych w tegorocznym sezonie Formuły 1 w klasyfikacji konstruktorów, jak również grzywną w wysokości 100 milionów dolarów. (Gazeta.pl)

## 14 września2007
- Nelli Rokita została doradcą ds. kobiet prezydenta RP Lecha Kaczyńskiego. (Gazeta.pl)
- Jan Rokita w wieczornym programie TVN 24 zrezygnował ze startu w wyborach oraz działalności publicznej. Podkreślił jednocześnie, że w wyborach zagłosuje na PO. (Gazeta.pl)

## 15 września2007
- Sześciu rebeliantów oraz trzech żołnierzy zginęło walkach w okręgu Vavuniya na południe od Dżafny, stolicy zdominowanej przez Tamilów prowincji Północno-Wschodniej. W innych starciach w tym dystrykcie śmierć poniosło ośmiu separatystów. (Onet.pl)
- W Birmie wybuchła tak zwana „szafranowa rewolucja” skierowana przeciwko rządzącej krajem juncie wojskowej (Onet.pl)

## 16 września2007
- Wybory parlamentarne w Grecji wygrała konserwatywna Nowa Demokracja (41,84% poparcia, co dało 152 miejsca w 300-osobowym parlamencie przed Panhelleńskim Ruchem Socjalistycznym (PASOK) (38,1% poparcia, 102 miejsca). W poprzednim parlamencie obie partie posiadały odpowiednio 165 i 117 mandatów. Trzecie miejsce zajęła Komunistyczna Partia Grecji (8,15%, 22 mandaty). (Gazeta.pl)
- W Tajlandii na wyspie Phuket w porcie lotniczym Phuket doszło do katastrofy lotu 269 tajskich tanich linii lotniczych One-Two-GO Airlines, w której rozbił się przylatujący z krajowego portu lotniczego Don Muang w Bangkoku samolot rejsowy typu McDonnell Douglas MD-82, lądując podczas ulewnego deszczu i przy silnym wietrze. Na pokładzie samolotu znajdowało się 130 osób, w tym zginęło co najmniej 89. ( Wikinews)

## 19 września2007
- Abbas al-Fasi z Partii Niepodległości został powołany przez króla Muhammada VI na urząd premiera Maroka. (Arabia.pl)

## 20 września2007
- Były polski premier Leszek Miller ogłosił, iż będzie kandydował do sejmu z listy Samoobrony w okręgu łódzkim. (onet.pl)

## 22 września2007
- Film Sztuczki Andrzeja Jakimowskiego zdobył Złote Lwy na 32. Festiwalu Polskich Filmów Fabularnych w Gdyni. (Gazeta.pl)
- W Hajfie w Izraelu zmarł Muhammad Warka, przywódca światowej wspólnoty bahaitów. Był absolwentem Sorbony. Miał 95 lat. (www.wiara.pl)

## 25 września2007
- Podano do wiadomości, że Maciej Płażyński – jeden z założycieli Platformy Obywatelskiej – wystartuje do sejmu z pierwszego miejsca w okręgu gdańskim z listy PiS-u. (Onet.pl)
- W Rangunie ogłoszono godzinę policyjną oraz zakaz publicznych zgromadzeń.
- W walkach na południu Afganistanu zginęło niemal 130 talibów i kanadyjski żołnierz międzynarodowych sił ISAF. (Gazeta.pl)

## 26 września2007
- Na fabrycznym lotnisku w Konsomolsku nad Amurem na Dalekim Wschodzie przedstawiono prototyp do oblatania pierwszego poradzieckiego samolotu pasażerskiego konstrukcji rosyjskiej, Suchoj SuperJet 100. Jest to odrzutowiec przystosowany do serwisu regionalnego, w wersjach zabierających od 75 do 110 pasażerów. Ma kosztować 25% mniej niż konkurencyjne samoloty firm Bombardier i Embraer.(The Moscow Times, BBC)
- Co najmniej trzech mnichów buddyjskich i jedna osoba świecka zginęło w Rangunie, gdy birmańskie siły bezpieczeństwa otworzyły ogień do antyrządowymch demonstrantów. (Gazeta.pl)

## 27 września2007
- Dziesiąty dzień protestów w Birmie. Służby bezpieczeństwa przeprowadziły o świcie obławę na mnichów w buddyjskich klasztorach. W Rangunie wojsko otwarło ogień do nieuzbrojonych protestantów, było dziewięciu zabitych, w tym japoński fotoreporter. (Gazeta.pl, Rzeczpospolita)
- Amerykańska agencja kosmiczna NASA wystrzeliła sondę Dawn, której celem jest dotarcie na orbity planetoid Westa, a następnie Ceres. ( Wikinews)

## 28 września2007
- Władze Birmy odcięły mieszkańcom kraju publiczny dostęp do Internetu, by utrudnić obieg informacji o antyrządowych wystąpieniach i represjach wobec protestujących. (FOXNews)
- Dominique Strauss-Kahn, francuski socjalista, został dyrektorem zarządzającym Międzynarodowego Funduszu Walutowego. (Le Monde, Gazeta.pl).
- Rosyjska komisja ekspertów medycyny sądowej ogłosiła, że znalezione w lipcu 2007 w Jekaterynburgu szczątki ludzkie są z dużym prawdopodobieństwem szczątkami dwojga dzieci cara Mikołaja II, następcy tronu Aleksego i w. księżnej Marii Mikołajewny. (Rzeczpospolita Online)

## 29 września2007
- Zmarła Lois Maxwell, kanadyjska aktorka, występowała w roli Panny Moneypenny w 14 filmach o przygodach Jamesa Bonda. (Filmweb)

## 30 września2007
- Beatyfikowano w Nysie Marię Luizę Merkert zwaną Śląską Samarytanką założycielkę Zgromadzenia Sióstr św. Elżbiety, zmarłą 14 listopada 1872 r. (POLITYKA.PL)